# Liolaemus fabiani
Espèce
Liolaemus fabiani est une espèce de sauriens de la famille des Liolaemidae.

## Répartition
Cette espèce est endémique du Nord du Chili.

## Description

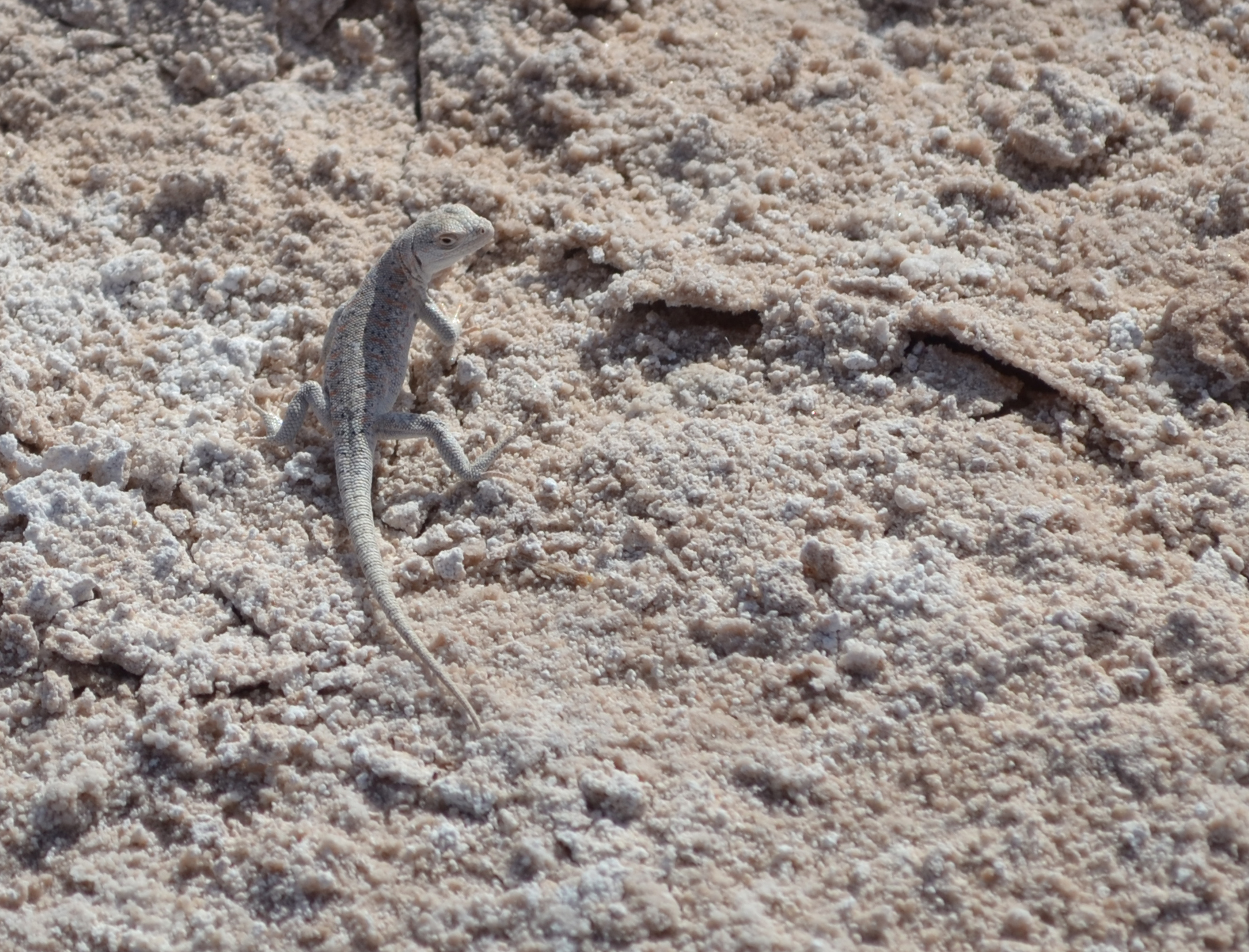

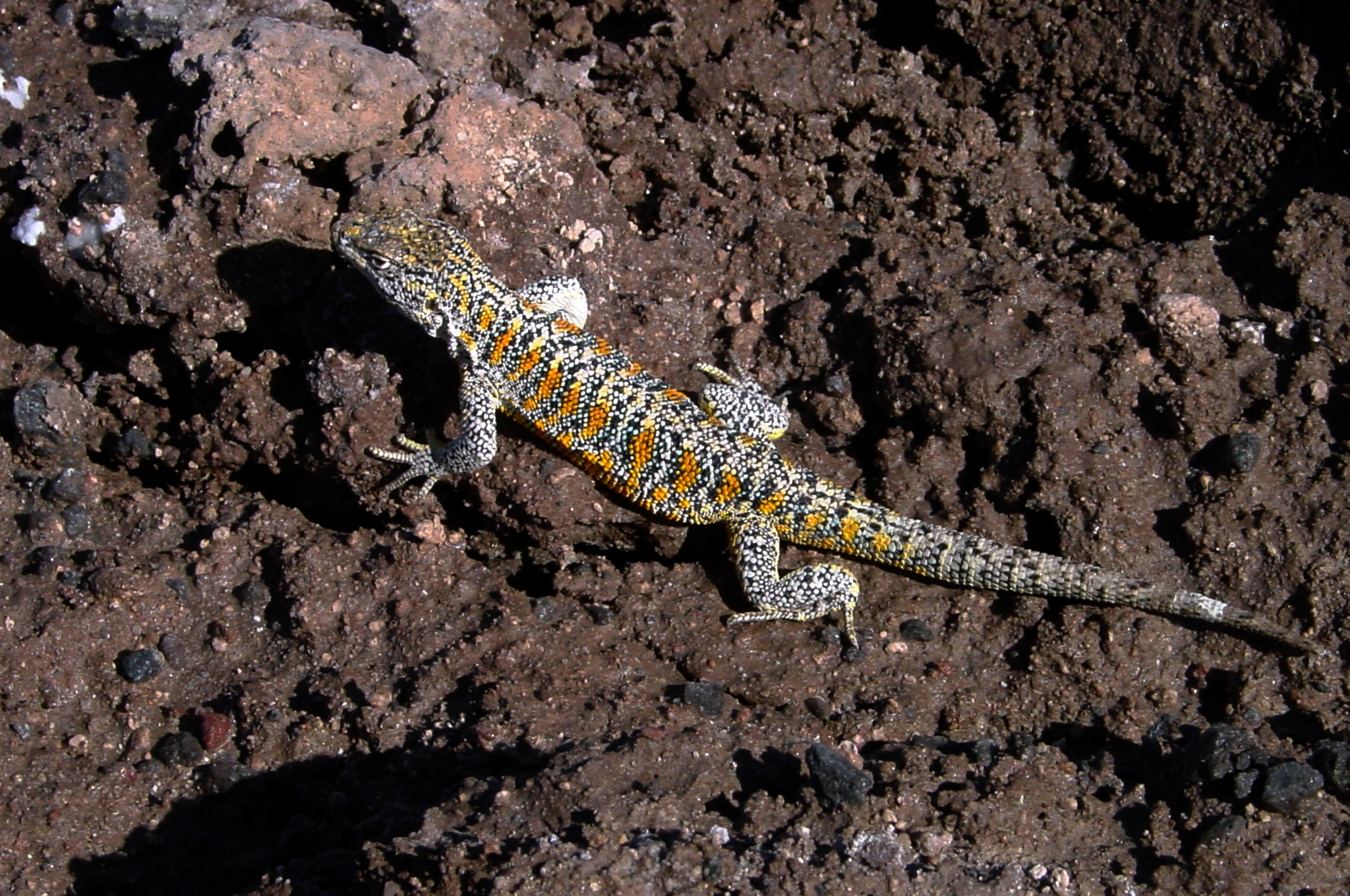
Liolaemus fabiani au Chili

C'est un saurien vivipare.

## Étymologie
Cette espèce est nommée en l'honneur de Fabian Jaksic.

## Publication originale
- Yáñez & Núñez, 1983 : Liolaemus fabiani, a new species of lizard from northern Chile (Reptilia: Iguanidae). Copeia, vol. 1983, no 3, p. 788-790.